# Il trattamento reale
Il trattamento reale (The Royal Treatment) è un film del 2022 diretto da Rick Jacobson.

## Trama
Isabella, Izzy per gli amici, è una ragazza italo-americana di New York senza peli sulla lingua, che lavora come parrucchiera. Lei vorrebbe lasciare il quartiere e viaggiare o occuparsi del centro giovanile ma non ha il coraggio di farlo per via di sua madre e anche a causa dei problemi finanziari, anche a causa dello strozzino Doug.
Thomas è il principe ereditario di Lavania e si trova a New York per il suo matrimonio combinato con Lauren LaMott, tuttavia insoddisfatto della sua acconciatura  - e anche del fatto che nessuno gli dice mai la verità ma solo quello che pensano voglia sentirsi dire - e bisognoso di nuovo look, chiede al suo fidato maggiordomo Walter di cercargli "il miglior salone di New York" e prendendo alla lettera le sue parole chiama il salone di Izzy, che viene assunta per tagliargli i capelli con un compenso di 500 dollari. Le cose sembrano andare bene ma mentre sta per iniziare il lavoro Izzy assiste a un'ingiustizia da parte della governante verso un'impiegata, e indignata dal menefreghismo del principe sé né va senza tagliarli un capello. Thomas resta colpito e la raggiunge al salone dove dopo averle chiesto scusa si fa completare il taglio.
La futura suocera di Thomas, impegnata a organizzare le nozze, si ritrova senza un parrucchiere; così lo stesso Thomas le suggerisce di ingaggiare Izzy e invia Walter al salone per invitarla a occuparsi delle acconciature. Izzy la considera una grande opportunità, con in aggiunta un compenso di 500 mila dollari, accompagnata dalle sue migliori amiche, Lola e Destiny: dopo aver insistito un po' con sua madre le tre partono per trascorrere due settimane in Lavania.
Anche Thomas giunge a casa dove ha un diverbio con suo padre: riguardo alle nozze, al fatto che il re non lo coinvolge nelle questioni che riguardano il regno e che non considera il suo pensiero; ma visto che non lo ascolta rinuncia. Anche Izzy e le sue amiche giungono a palazzo dove le tre vengono messe alla prova delle loro abilità dalla rigida governante; solo Izzy supera le aspettative mentre Lola e Destiny vengono sottoposte a un rigido "addestramento". Izzy approfitta del soggiorno per esplorare il paese e scopre un lato della città un po' più povero, Uber, che tuttavia è abitato da persone che la colpiscono. La sera stessa decide di uscire per divertirsi, anche se Walter lo sconsiglia perché preoccupato, tuttavia Izzy è decisa a uscire così l'uomo convince il principe ad accompagnarla e lui, dopo essersi messo dei vestiti più comodi per passare in osservato, la accompagna scoprendo come Uber sia un posto allegro e non pericoloso come gli hanno sempre detto. I due passano una fantastica serata dove finiscono per parlare dei loro sogni e una volta tornati sentono di essersi avvicinati.
Man mano che i preparativi del matrimonio vanno avanti Thomas sente di sentirsi più in sintonia con Izzy che con la sua fidanzata, la quale in realtà non vorrebbe nemmeno lei sposarsi come vuole sua madre ma aprire una sua attività, lo stesso vale per Izzy che dopo essere stata a contatto con i bambini prende l'iniziativa di aiutarli a sistemare il centro giovanile (raccogliendo giocattoli, arredando il centro con i mobili scartati dalla regina e cucinando la sua pasta all'italiana...). Più passa il tempo più i due sentono di essere in sintonia - arrivando anche a raccontarsi aneddoti sulla loro infanzia - ma la madre di Lauren, Ruth LaMott temendo che l'avvicinarsi dei due giovani rovini il matrimonio fa pubblicare una foto dei due giovani insieme scatenando di conseguenza il licenziamento di Izzy (Lola e Destiny invece possono restare per completare il lavoro) e il suo allontanamento dal palazzo. Thomas cerca di convincerla a restare affermando di non amare Lauren ma la ragazza va via ugualmente con il cuore spezzato; Thomas si arrabbia con suo padre e sua moglie per ciò che hanno fatto e li informa che vuole annullare il matrimonio ma loro gli spiegano che deve sposarsi per evitare che la loro famiglia vada in bancarotta: l'accordo prevede che i LaMott edifichino Uber in cambio della dote nuziale. Thomas capisce che significherebbe mandare via le persone che vivono in quella zona della città e ribadisce che non prenderà parte a quest'ingiustizia ma suo padre lo convince in cambio dell'aiuto che daranno al popolo per farsi perdonare.
Il giorno delle nozze Thomas è triste per ciò che sta per fare ma Walter, che gli racconta come per dovere dovette lasciare il suo fidanzato, lo incoraggia a non rinunciare all'amore e ciò gli dà il coraggio di annullare le nozze (con l'approvazione di Lauren) e volare a New York. Intanto Izzy tornata a casa per sistemare il salone, dopo che è stato distrutto da un incendio, riesce a farsi valere con Doug (l'uomo che lavorava per il proprietario) informandolo che dopo aver parlato col padrone del palazzo quest'ultimo è furioso di sapere dei problemi che ha causato a Izzy e i soldi che le ha rubato. Liberi dallo strozzino tutti quanti possono festeggiare, e Izzy raccoglie il coraggio di dire a sua madre che non lavorerà più come parrucchiera ma dirigerà il centro giovanile del quartiere come sognava di fare; poi con sua grande sorpresa trova sotto il balcone di casa Thomas in groppa a un cavallo - come gli aveva raccontato lei su suo padre - che le dice di aver annullato il matrimonio e che la ama. I due si baciano, sotto gli occhi di Lola e Destiny anche loro presenti, per poi andare via insieme a cavallo.

## Produzione

### Sviluppo
Il film è stato annunciato nel gennaio 2021, insieme con la partecipazione di Mena Massoud nel cast.

### Riprese
Le riprese sono iniziate a Dunedin nel febbraio 2021.

## Promozione
Il primo trailer del film è stato distribuito il 29 dicembre 2021.

## Distribuzione
Il trattamento reale è stato reso disponibile sulla piattaforma Netflix a partire dal 20 gennaio 2022.